# Vladimir Levonevskiy
Vladimir Levonevskiy (em russo Владимир Левоне́вский; em bielorrusso Уладзімір Леване́ўскі; em inglês Uladzimir Levaneuski; em polaco Włodzimierz Lewoniewski) - é uma personalidade pública, ex-presidente do Stachkom (de 2004 a 2006), o filho do  antigo preso político Valeriy Levonevskiy.

## Biografia
O Vladimir nasceu no dia de 28 de janeiro de 1986 na cidade de Grodno numa família numerosa. Em 2010 concluiu a faculdade de matemática e informática da Universidade Nacional de Yanka Kupala da cidade de Grodno. Passando dois anos, concluiu a faculdade de direito e administração da Universidade de Adam Mickiewicz na cidade de Poznań, obtendo o grau de académico de mestrado de gestão. Desde o ano de 2012 está a tirar o curso de pós-graduação na faculdade de sistemas informáticos da Universidade Económica de Poznań.

## Social activities

### Bielorrússia
Participava ativamente na organização de ações destinadas à defesa de direitos humanos, ordenava os comícios e greves de empresários, presidente adjunto da Comissão Nacional de Greve da Bielorrússia, redator-chefe adjunto do boletim republicano “Predrinimatel” (“Empresário”). Várias vezes foi represado por parte do poder (detenções, prisões e etc.). Por exemplo, no dia de 3 de maio de 2004, durante a realização de uma ação de protesto de empresários, o Vladimir foi detido e condenado a 13 dias de prisão efetiva por ter organizado um comício (1 de maio de 2004 e 3 de maio de 2004).
Durante o período de 2004-2006 o Vladimir exercia a função do presidente da Comissão de Greve. Este período foi marcado por alargamento da atividade e eficiência na defesa dos direitos de reclusos.

### Polônia
Durante os anos de 2011-2012 o Vladimir integrava o Conselho da Faculdade da Universidade de Adam Mickiewicz, representando os interesses de estudantes, colaborando ativamente com Parlamento de estudantes da Universidade de Adam Mickiewicz. Em 2014-2016, Vladimir foi Vice-Presidente do Conselho de Estudantes de Pós-Graduação da Universidade de Economia de Poznan, em 2018 - presidente do Conselho de Doutorado PUEB, em 2013-2015 - um membro do Conselho da Faculdade de Informática e Economia Eletrônica da Universidade de Economia em Poznan. Além disso, em 2013-2018 ele era um membro da organização comitês de conferências científicas republicanas e internacionais.

## Ciência
É autor de mais de 10 publicações científicas e mais de 20 apresentações em conferências científicas polacas e internacionais. Áreas de pesquisa: qualidade dos dados em bases abertas de conhecimento ( Wikipedia, DBpedia, Wikidata e outros), cryptocurrencies (incluindo Bitcoin). Uma das obras foi uma das descobertas mais importantes da Wikipédia e de outros projetos da Wikimedia em 2017-2018.

## Prêmios
- Melhor Internacional Doutoranda 2018 - Interstudent 2018[25][26][27]
- Prêmio Best Paper 2017 - 23ª Conferência Internacional sobre Tecnologias de Informação e Software (ICIST 2017)[28][29]